# Liparis dumaguetensis
Liparis dumaguetensis är en orkidéart som beskrevs av Oakes Ames. Liparis dumaguetensis ingår i släktet gulyxnen, och familjen orkidéer.
Artens utbredningsområde är Filippinerna. Inga underarter finns listade i Catalogue of Life.